# Nová Bystrica (zbiornik wodny)
Zbiornik zaporowy Nová Bystrica (słow. Vodárenská nádrž Nová Bystrica) – sztuczny zbiornik wodny w północno-zachodniej Słowacji, który powstał w latach 1983–1989 po przegrodzeniu rzeki Bystricy zaporą wodną. Powstał jako zbiornik, mający zapewnić dostawy wody pitnej w ilości 700 l/s (po rozbudowie 1050 l/s) dla dziesiątków tysięcy odbiorców w dolinie Kisucy.

## Położenie
Zbiornik objął swoim zasięgiem znaczną część doliny górnego toku Bystricy wraz z dolinami jej dopływów, poczynając od 21,7 km rzeki (od jej ujścia). Powierzchnia dorzecza zbiornika wynosi 59,50 km² i sięga na wsch. aż po Wielki Europejski Dział Wodny. Zbiornik wraz z dorzeczem leżą w powiecie Czadca w kraju żylińskim. Należą do zlewiska Morza Czarnego.

## Charakterystyka
Zbiornik ma nieregularny kształt, odwzorowujący układ dolin Bystricy (także: Riečnica; długość ramienia zbiornika 3,5 km), Harvelki (długość ramienia zbiornika 3,1 km), Staňoveho potoka (2,5 km) i in. Lustro wody leży na średniej wysokości 598,5 m n.p.m. Maksymalna powierzchnia zbiornika wynosi 181,4 ha. Największa głębokość zbiornika (u stóp zapory) to nieco ponad 50 m.
Pojemność zbiornika wynosi ok. 30 mln m³ wysokiej jakości wody pitnej, kierowanej stąd za pośrednictwem rurociągu do Krásna nad Kysucou, a stamtąd do Czadcy oraz Żyliny.

## Udostępnienie
Ze względu na pełnione funkcje zbiornika wody pitnej zbiornik Nová Bystrica nie jest udostępniony do celów rekreacyjnych ani sportowych. Obowiązuje zakaz kąpieli, uprawiania sportów wodnych i plażowania na jego brzegach. Drogi w zlewisku zbiornika są zamknięte dla pojazdów z silnikami spalinowymi.